# Citrulline
Hợp chất hữu cơ citrulline là một axit α-amin. Tên của nó có nguồn gốc từ citrullus, một từ Latin chỉ dưa hấu, vì nó được phân lập từ loại quả này lần đầu tiên vào năm 1914 bởi Koga và Odake. Citrulline cuối cùng được xác định bởi Wada vào năm 1930. amino acid này có công thức H2NC(O)NH(CH2)3CH(NH2)CO2H. Đây là một chất trung gian quan trọng trong chu trình urê, con đường mà các động vật có vú chuyển đổi amonia thành urê để bài tiết. Citrulline cũng được tạo ra như một sản phẩm phụ của quá trình sinh nitơ oxit từ amino acid arginine, xúc tác bởi enzyme nitric oxide synthase.

## Sinh tổng hợp
Citrulline được tạo thành từ ornithine và carbamoyl phosphate ở một trong những phản ứng trung tâm trong chu kỳ urê. Chất này cũng được tạo ra từ arginine như một sản phẩm phụ của phản ứng xúc tác bởi họ NOS (nitric oxide synthase) (NOS; EC 1.14.13.39). Citrulline cũng có thể được tạo ra từ arginine bởi enzyme trichohyalin ở bao rễ mầm và ở tủy nang lông. Arginine đầu tiên sẽ được oxy hóa thành N-hydroxyl-arginine, sau đó nó sẽ được tiếp tục oxy hóa thành citrulline đồng thời giải phóng nitơ oxit.

## Chức năng
Một số protein có chứa citrulline như là kết quả của quá trình sửa đổi sau dịch mã. Những chuỗi bên citrulline này được tạo ra bởi một họ enzyme gọi là peptidylarginine deiminases (PADs), chuyển đổi arginine thành citrulline trong một quá trình gọi là citrulline hóa hoặc deimination. Protein có chứa chuỗi bên citrulline có thể kể đến protein myelin cơ bản (MBP), filaggrin và một số protein histone, trong khi các protein khác, chẳng hạn như fibrin và vimentin dễ bị citrulline hóa trong quá trình chết của tế bào và viêm mô.
Nồng độ citrulline trong tuần hoàn máu là một chỉ tiêu sinh học cho chức năng đường ruột.